# Partecipanti alla Cadel Evans Great Ocean Road Race 2023
Elenco dei partecipanti alla Cadel Evans Great Ocean Road Race 2023.
La Cadel Evans Great Ocean Road Race 2023 è stata la settima edizione della corsa. Alla competizione presero parte 14 squadre: undici iscritte all'UCI World Tour 2023, due dell'UCI ProTeam e una selezione della nazionale australiana.
I ciclisti accreditati alla partenza furono 97.

## Corridori per squadra
Nota: R ritirato, NP non partito, FT fuori tempo, SQ squalificato
| Soudal Quick-Step           | Soudal Quick-Step           | Soudal Quick-Step           | AG2R Citroën Team     | AG2R Citroën Team     | AG2R Citroën Team     | Bora-Hansgrohe           | Bora-Hansgrohe           | Bora-Hansgrohe           |
| --------------------------- | --------------------------- | --------------------------- | --------------------- | --------------------- | --------------------- | ------------------------ | ------------------------ | ------------------------ |
| N°                          | Ciclista                    | Clas.                       | N°                    | Ciclista              | Clas.                 | N°                       | Ciclista                 | Clas.                    |
| 1                           | Mattia Cattaneo             | R                           | 11                    | Ben O'Connor          | 46°                   | 21                       | Shane Archbold           | R                        |
| 2                           | Dries Devenyns              | 83°                         | 12                    | Alex Baudin           | 45°                   | 22                       | Marco Haller             | 22°                      |
| 3                           | James Knox                  | 61°                         | 13                    | Dorian Godon          | 52°                   | 23                       | Jai Hindley              | 32°                      |
| 4                           | Mauro Schmid                | 14°                         | 14                    | Paul Lapeira          | 27°                   | 24                       | Luis-Joe Lührs           | R                        |
| 5                           | Jannik Steimle              | 38°                         | 15                    | Nans Peters           | 35°                   | 25                       | Jordi Meeus              | 41°                      |
| 6                           | Martin Svrček               | R                           | 16                    | Michael Schär         | 39°                   | 26                       | Maximilian Schachmann    | 18°                      |
| 7                           | Stan Van Tricht             | 44°                         | 17                    | Damien Touzé          | 25°                   | 27                       | Giovanni Aleotti         | 53°                      |
| EF Education-EasyPost       | EF Education-EasyPost       | EF Education-EasyPost       | Ineos Grenadiers      | Ineos Grenadiers      | Ineos Grenadiers      | Intermarché-Circus-Wanty | Intermarché-Circus-Wanty | Intermarché-Circus-Wanty |
| N°                          | Ciclista                    | Clas.                       | N°                    | Ciclista              | Clas.                 | N°                       | Ciclista                 | Clas.                    |
| 31                          | Alberto Bettiol             | 31°                         | 41                    | Ethan Hayter          | 82°                   | 51                       | Sven Erik Bystrøm        | 24°                      |
| 32                          | Mikkel Frølich Honoré       | 17°                         | 42                    | Leo Hayter            | 65°                   | 52                       | Julius Johansen          | 76°                      |
| 33                          | Jens Keukeleire             | 34°                         | 43                    | Kim Heiduk            | 71°                   | 53                       | Hugo Page                | 2°                       |
| 34                          | Sean Quinn                  | 10°                         | 44                    | Luke Plapp            | 15°                   | 54                       | Gerben Thijssen          | 81°                      |
| 35                          | Jonas Rutsch                | 56°                         | 45                    | Magnus Sheffield      | R                     | 55                       | Taco van der Hoorn       | 79°                      |
| 36                          | Tom Scully                  | R                           | 46                    | Ben Swift             | 57°                   | 56                       | Boy van Poppel           | 74°                      |
| 37                          | Łukasz Wiśniowski           | R                           | 47                    | Cameron Wurf          | R                     | 57                       | Dion Smith               | 7°                       |
| UAE Team Emirates           | UAE Team Emirates           | UAE Team Emirates           | Team Arkéa-Samsic     | Team Arkéa-Samsic     | Team Arkéa-Samsic     | Team Jayco AlUla         | Team Jayco AlUla         | Team Jayco AlUla         |
| N°                          | Ciclista                    | Clas.                       | N°                    | Ciclista              | Clas.                 | N°                       | Ciclista                 | Clas.                    |
| 61                          | Sjoerd Bax                  | 49°                         | 71                    | Élie Gesbert          | 23°                   | 81                       | Luke Durbridge           | 72°                      |
| 62                          | George Bennett              | 9°                          | 72                    | Mathis Le Berre       | 66°                   | 82                       | Lucas Hamilton           | 36°                      |
| 63                          | Alessandro Covi             | 42°                         | 73                    | Alessandro Verre      | 54°                   | 83                       | Michael Hepburn          | 73°                      |
| 64                          | Finn Fisher-Black           | 37°                         | 74                    | Ewen Costiou          | 70°                   | 84                       | Campbell Stewart         | R                        |
| 65                          | Marc Hirschi                | 8°                          | 75                    | Hugo Hofstetter       | 60°                   | 85                       | Kelland O'Brien          | 21°                      |
| 66                          | Jay Vine                    | 28°                         | 76                    | Łukasz Owsian         | 55°                   | 86                       | Michael Matthews         | 4°                       |
| 67                          | Michael Vink                | R                           | 77                    | Kévin Ledanois        | 11°                   | 87                       | Simon Yates              | 47°                      |
| Team DSM                    | Team DSM                    | Team DSM                    | Lidl-Trek             | Lidl-Trek             | Lidl-Trek             | Israel-Premier Tech      | Israel-Premier Tech      | Israel-Premier Tech      |
| N°                          | Ciclista                    | Clas.                       | N°                    | Ciclista              | Clas.                 | N°                       | Ciclista                 | Clas.                    |
|                             |                             |                             | 101                   | Filippo Baroncini     | 40°                   | 111                      | Daryl Impey              | 26°                      |
| 92                          | Matthew Dinham              | 30°                         | 102                   | Marc Brustenga        | NP                    | 112                      | Corbin Strong            | 5°                       |
| 93                          | Chris Hamilton              | 51°                         | 103                   | Tony Gallopin         | 19°                   | 113                      | Simon Clarke             | 3°                       |
| 94                          | Marius Mayrhofer            | 1°                          | 104                   | Asbjørn Hellemose     | NP                    | 114                      | Taj Jones                | 80°                      |
| 95                          | Romain Combaud              | 59°                         | 105                   | Emīls Liepiņš         | 67°                   | 115                      | Sebastian Berwick        | 33°                      |
| 96                          | Tim Naberman                | 77°                         | 106                   | Natnael Tesfatsion    | 13°                   | 116                      | Chris Froome             | R                        |
| 97                          | Martijn Tusveld             | 58°                         | 107                   | Antonio Tiberi        | 16°                   | 117                      | Derek Gee                | 62°                      |
| Bolton Equities Black Spoke | Bolton Equities Black Spoke | Bolton Equities Black Spoke | Selezione Australiana | Selezione Australiana | Selezione Australiana |                          |                          |                          |
| N°                          | Ciclista                    | Clas.                       | N°                    | Ciclista              | Clas.                 |                          |                          |                          |
| 121                         | James Fouché                | 20°                         | 131                   | Caleb Ewan            | 6°                    |                          |                          |                          |
| 122                         | James Oram                  | 29°                         | 132                   | Jarrad Drizners       | 63°                   |                          |                          |                          |
| 123                         | Logan Currie                | 43°                         | 133                   | Zac Marriage          | 75°                   |                          |                          |                          |
| 124                         | Luke Mudgway                | 78°                         | 134                   | Liam Walsh            | 48°                   |                          |                          |                          |
| 125                         | Thomas Sexton               | 68°                         | 135                   | Kane Richards         | 64°                   |                          |                          |                          |
| 126                         | George Jackson              | R                           | 136                   | Declan Trezise        | 69°                   |                          |                          |                          |
| 127                         | Aaron Gate                  | 12°                         | 137                   | Elliot Schultz        | 50°                   |                          |                          |                          |